# جین سارزن
جین سارِزن (انگلیسی: Gene Sarazen; ۲۷ فوریهٔ ۱۹۰۲ – ۱۳ مهٔ ۱۹۹۹) گلف‌باز اهل ایالات متحده آمریکا بود.
وی همچنین برندهٔ جوایزی همچون تالار مشاهیر جهانی گلف شده است.